# Самарський ретраншемент
48°33′02″ пн. ш. 35°10′53″ сх. д. / 48.550519° пн. ш. 35.181264° сх. д.

Обрисове зображення Піщаної Самари 1736 року

Самарський ретраншемент, більш відомий як Піщана Самара (інші назви: Нова Самара, Піщаний редут, Самара) — військова фортифікаційна споруда, один з трьох ретраншементів у Присамар'ї періоду російсько-турецького військового конфлікту 1735—1739 рр. на зразок Усть-Самарському ретраншементу та Старо-Самарському ретраншементу. Споруджений у 1736 році російською імперською владою на землях Вольностей Війська Запорозького Низового біля броду Піщаного через річку Самару, східніше сучасного міста Підгородне, Дніпропетровської області.
За думкою Дмитра Яворницького у праці «Вольности запорожских казаков» Піщана Самара була паланковим центром Самарської паланки після Самарі, «Самарская паланка имѢла центральное поселеніе Самарь или Новоселицу, потомъ Песчаную-Самарь…», проте це припущення не має підтверджень.
У наш час частину укріплення можливо побачити на сучасних супутникових знімках, але більша її частина перебуває під водами Самарської затоки Дніпровського водосховища, винирюючи під час посухи влітку та зникаючи повністю навесні під час повноводдя.

## Історія
Перші джерельні згадки про існування Піщаної Самари належать до періоду російсько-турецького військового конфлікту 1735—1739 рр., а точніше — до кампанії 1736 р. та подій на кримському театрі війни. Так, навесні того року для ведення бойових дій у пониззі Дніпра та походу на Крим було сформовано окрему армію під командуванням генерал-фельдмаршала графа Б. Х. фон Мініха. Пунктом збору та основною базою постачання Дніпровської армії стало містечко Царичанка Полтавського полку, розташоване у нижній течії р. Оріль. Між Оріллю та Самарою авангардними полками Дніпровської армії було споруджено декілька редутів біля р. Чаплинка, лівої притоки р. Протовча (Проточа, Проточ), що впадала в р. Дніпро з його лівого берега, і р. Кільчень (Кільшинь, Кільченька). Згідно з наказом Мініха від 8 квітня 1736 р., досягнувши р. Самара, солдати й драгуни зі складу колони Шпигеля мали навести через неї мости та, відповідно до наданого креслення і за допомогою обер-квартирмейстра капітана Мордвінова, «сделать при Самаре добрый ретраншемент и в оном магазейн для поклажи провианта. И в том ретранжаменте засесть и ожидать ордера».

## Археологія
На жаль, сьогодні залишки земляних укріплень Самарського ретраншементу затоплені водами Дніпровського водосховища та недоступні для дослідження методами польової археології. Втім, підводні рештки цієї оборонної споруди XVIII ст. у майбутньому можуть стати об'єктом вивчення гідроархеологами.